# 미국밤나무

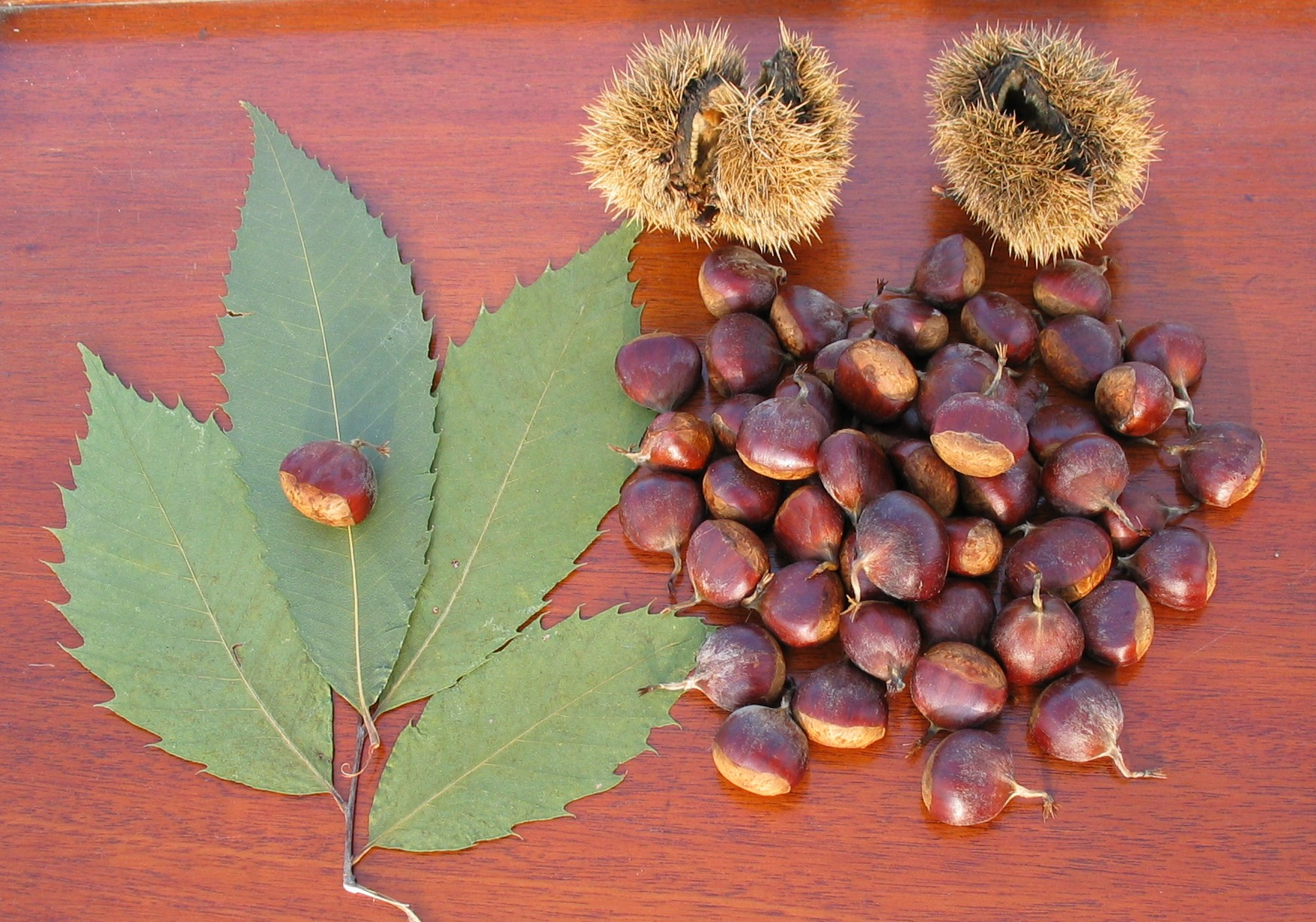
미국밤나무의 잎과 열매

미국밤나무(Castanea dentata)는 북아메리카 동부가 원산지인 너도밤나무과에 속하는 크고 빠르게 자라는 낙엽수이다. 밤나무속의 모든 종과 마찬가지로 미국밤나무는 식용 견과류와 함께 버드 열매를 맺는다. 미국밤나무는 해당 지역 전체에서 가장 중요한 산림 나무 중 하나였다.
20세기 초반부터 중반까지 미국밤나무는 일본에서 북미로 유입된 일본 밤나무에서 발생한 곰팡이 질병인 밤나무 마름병으로 인해 황폐화되었다. 1904년부터 20세기 전반에 이 마름병으로 인해 30억~40억 그루의 미국밤나무가 죽은 것으로 추산된다. 이전에 살아 있던 나무의 작은 새싹이 많이 있지만 역사적 범위 내에서는 나무의 성숙한 표본이 거의 존재하지 않는다. 역사적 범위 밖에 수백 개의 큰(직경 2~5피트) 미국밤나무가 있으며, 일부는 북부 미시간에 있는 600~800그루의 큰 나무와 같이 병원균의 덜 독성이 강한 계통이 더 흔한 지역에 있다. 이 종은 미국과 캐나다에서 멸종위기종으로 등록되어 있다. 미국밤나무는 특히 자생 범위의 남부 지역에서 잉크병에 걸리기 쉽다. 이것은 종의 황폐화에 기여했을 것으로 추정된다.
여러 그룹이 역병에 강한 미국밤나무를 만들려고 시도하고 있다. 뉴욕 주립 대학교 환경과학 및 임학 대학의 과학자들은 밀의 옥살산염 산화효소 유전자를 미국밤나무의 게놈에 삽입하여 미국밤나무의 달링 58 품종을 만들었다. 달링 58(Darling 58) 품종의 관다발 형성층에서 발현될 때, 옥살산염 산화효소 효소는 밤나무 마름병에 의해 생성된 옥살산을 분해하여 관다발 형성층의 손상을 줄이고 몸통의 휘어짐을 방지한다. 2021년 기준, 이 품종을 개발한 연구자들은 이 나무를 대중에게 공개하기 위해 정부 허가를 신청하기 위해 노력하고 있다. 승인된다면, 이 밤나무는 미국에서 야생으로 방출된 최초의 유전자 변형 숲 나무가 될 것이다. 역병 저항성 품종을 개발하기 위한 또 다른 접근법에는 부분적으로 역병 저항성이 있는 미국밤나무 사이의 교배 또는 중간 정도의 역병 저항성을 갖는 중국 밤과의 교배가 포함되며, 대부분의 유전자를 유지하려는 목표를 가지고 미국밤과 역교배된다.